# Colubroelaps nguyenvansangi
Colubroelaps nguyenvansangi – gatunek węża z rodziny połozowatych (Colubridae). Znany wyłącznie z dwóch stanowisk w południowym Wietnamie – w prowincjach Lâm Đồng i Bình Phước.